# محمد بايزيد
محمد بايزيد هو مخرج سوري مقيم في الولايات المتحدة الأمريكية. وقد أخرج بايزيد عدداً من الإعلانات والفيديو كليبات والحملات والبرامج التلفزيونية. تتمحور أعماله حول الإسلام وقضايا وطنه سوريا.
سبق وأن أعلن بايزيد عن اختطافه من قبل النظام السوري في 2011 وتعرضه للتعذيب لمدة 24 ساعة.
عام 2017 تداولت وسائل الإعلام خبر تعرضه لمحاولة اغتيال في مدينة إسطنبول، قبل أن تظهر عدة تسجيلات فيديو له أثارت الشكوك حول قيامه باختلاق محاولة الاغتيال تلك بقصد تحصيل تمويل لفيلمه النفق.

## حياته
محمد بايزيد من مواليد عمّان الأردن. وقد حصل على درجة البكالوريوس في إدارة الأعمال من جامعة دمشق، كما درس العديد من دورات الإخراج السينمائية الاختصاصية وإخراج أداء الممثلين في أكاديمية لندن للسينما، ودرس أيضاً إدارة وتدريب كوادر المحطات الفضائية وكتابة السيناريو وإعداد البرامج في البي بي سي في لندن.
كان مدخل محمد بايزيد إلى صناعة الأفلام هو المونتاج أساساً، حيث كان يقوم بمونتاج البروموهات وبعض الأفلام الوثائقية. وقد درس صناعة الأفلام في أحد معاهد السينما في هوليوود – لوس أنجلوس. ودرس كتابة السيناريو الدرامي التلفزيوني في أكاديمية نيويورك للأفلام ودرس كتابة السيناريو الدرامي للأفلام الروائية الطويلة مع الكاتب الأمريكي «بول بيديتو» في الولايات المتحدة.

## أعماله
أخرج بايزيد عشرات الأفلام القصيرة والفواصل التوعوية والإعلانات والفيديو كليبات والوثائقيات والبرامج.
حيث قام بإخراج كل برامج الداعية عمرو خالد من 2008 وحتى ال 2010 (قصص القرآن الجزء الأول – قصص القرآن الجزء الثاني – مجددون)، والحبيب علي الجفري (أيها المريد) والدكتور راتب النابلسي (عقل وقلب) والدكتور زغلول النجار (أفلا يعقلون). كما أخرج برنامج «سواعد الإخاء» والذي ضمّ لأول مرّة كلاً من: د.عائض القرني - د.محمد العريفي - د.سلمان العودة - د.عمر عبد الكافي - د.نبيل العوضي - د.سعد البريك - د.عبد الوهاب الطريري، وهو برنامج حواري عفوي منوّع يُعتبر الأول من نوعه في العالم العربي.
من أبرز أعماله مجموعة أفلام روائية قصيرة منها «أمريكانا» بجزئيه، "Orshena" و "Fireplace" (مدفأة) و"Telephone". وهي أفلام موجّهة للمهرجانات السينمائية. وقد حاز فيلما «أورشينا» و«مدفأة» على عدّة جوائز واختيارات سينمائية في مهرجانات سينمائية مهمّة حول العالم.
كما أخرج بايزيد فيديو كليب «واحشنا يا رسول الله» للفنّان ماهر زين، وفيديو كليب «اشتقنالك» للفنّان السوري يحيى حوى كما أخرج الفيلم القصير «هاجر» للشابة سيرين حمشو بالإضافة إلى العديد من الأعمال الأخرى.
في 2016 صرّح بايزيد خلال لقاء تلفزيوني في برنامج «جو شو» أنه يعمل على فيلم روائي طويل يحكي قصّة سجين يقضي 20 سنة ظلماً في واحد من أسوأ السجون السياسية سمعةً في العالم وهو سجن تدمر العسكري (يعرف أيضاً بسجن تدمر السياسي).

## الجوائز
وقد حاز بايزيد في 2016 على جائزتين، الأولى من مهرجان IndieFest في كاليفورنيا على فيلمه أورشينا. والثانية هي جائزة ICDA من دبي على المسلسل الأمريكي. Inspiration
وفي 2017 حصل فيلم «مدفأة» على 25 اختيار رسمي في مهرجانات سينمائية حول العالم.

## Inspiration
في 2014 أنتج بايزيد مسلسل Inspiration الأمريكي والذي يتحدث عن شاب يواجه تحديات وتساؤلات يومية ويجد إجابتها في سيرة رسول الإسلام محمد، المسلسل هو الأول من نوعه في أمريكا الشمالية، يقع في 12 حلقة وتمت ترجمته ودبلجته إلى: الإسبانية، الإيطالية، البرتغالية، الفارسية والعربية. وإثر نجاحه قام بإنتاج موسم ثاني من هذا المسلسل في 2015.
وقد حاز هذا المسلسل على جائزة أفضل عمل إبداعي لخدمة الدعوة ضمن جوائز ICDA المقامة في دبي 2016م.

## أنشطة أخرى
أسس بايزيد شركته الخاصة للإنتاج الفني LightArt Media Productions في دمشق عام 2007، والتي تقوم بإنتاج الإعلانات التوعوية والتجارية والفيديو كليبات الهادفة، كما تقوم بإنتاج الكثير من البرامج التلفزيونية في بلدان عديدة.
وفي 2016 أطلق بايزيد وزوجته المخرجة سماح صافي بايزيد علامة The Bayazids ليوقّعوا بها أفلامهم التي يخرجونها سوياً.
في فبراير عام 2017 أطلق المخرج محمد بايزيد السلسلة التعليمية المصورة «رؤية» لتعليم صناعة الأفلام للشباب. ومن فترة لأخرى يقوم محمد بايزيد بإعطاء دورات مكثفة في الإخراج السينمائي في دول مختلفة.
قام بايزيد بإنتاج العديد من الأعمال لدعم الثورة السورية التي بدأت في 2011، كالكليبات والفواصل والحملات الإغاثية للشعب السوري، ولعب دوراً استشارياً في عدد من الأعمال الإعلامية الأخرى الخاصة بالثورة كذلك.

## محاولة الاغتيال المفترضة من قبل النظام السوري
ادعى محمد بايزيد تعرضه لمحاولة قتل يوم 10 أوكتوبر 2017، وذلك في إسطنبول، وكان قد ادعى أن المنفّذ قد أقدم على طعنه بسكين في منطقة الصدر، التي اخترقته. وقد تمّ إسعافه على الفور، كما ظهرت عدة صور للإصابة التي لحقت به. فيما اتّهم بايزيد النظام السوري بالوقوف وراء هذه المحاولة، مُرجعاً السبب لفيلمه الذي يقوم بتجهيزه بعنوان «النفق» والذي يكشف فيه قصص التعذيب الذي يقوم به نظام بشار الأسد بحسب رأيه
في وقت لاحق نشر موقع العربي الجديد فيديوهات حصرية من مصدر مقرّب من المخرج السوري محمد بايزيد، تشير إلى احتمال ضلوعه في تلفيق محاولة اغتياله التي أعلن عن تعرضه لها. مقاطع الفيديو المنشورة تظهر المخرج السوري وهو يتفق مع أحد الأشخاص على كيفية تنفيذ محاولة اغتيال، وعن إمكانية الاستفادة من ذلك.
 وقد تباينت ردود الفعل بعد هذه التسريبات، كما أدان عدد من النشطاء والإعلاميون ومعارضو النظام السوري ما قام به بايزيد.

## روابط خارجية
- صفحة محمد بايزيد على موقع imdb

- محمد بايزيد على موقع IMDb (الإنجليزية)